# Damülser Mittagsspitze
Die Damülser Mittagsspitze (auch Mittagspitze oder Damülser Trista) ist ein 2095 m ü. A. hoher Berg im Bregenzerwaldgebirge im österreichischen Bundesland Vorarlberg. Sie ist die höchste Erhebung der Gemeinde Damüls und höchster Gipfel der Damülser Berge. Werden Einteilungen der Alpen, wie aktuelle Ausgaben des Alpenvereinsführers, zugrunde gelegt, die das Glatthorn 2133 m ü. A. zum Lechquellengebirge zählen, ist die Damülser Mittagsspitze der höchste Berg des Bregenzerwaldgebirges.
Die Damülser Mittagsspitze ist Teil eines etwa zehn Kilometer langen Gebirgsrückens, der sich im Westen von der Sünser Spitze (2061 m ü. A.) nach Osten über den Ragazer Blanken (2051 m ü. A.), den Hochblanken (2068 m ü. A.), die Hohe Licht (2003 m ü. A.), die Damülser Mittagsspitze, den Wannenkopf (2006 m ü. A.), den Gungern (2053 m ü. A.) zum Klippern (2066 m ü. A.) erstreckt. Der Gebirgsrücken fällt als Pultscholle nach Süden in Richtung Damüls eher flach ab. Im Norden sind schroff abfallende kahle Felsbänder sichtbar. Der ursprüngliche Name dieses Berges lautete Trista. Ihren jetzigen Namen bekam sie von den Einwohnern von Mellau, da der Berg aus ihrer Sicht im Süden, also im „Mittag“ steht.

## Zugang und Wandern
Der Normalweg (leichtester Aufstieg) führt über die Südostseite, da die Nord- sowie Westseite aus felsigem Gelände besteht. Von der Sesselbahn-Bergstation Uga auf 1820 m ü. A. dauert die Besteigung etwa eine Stunde. Der Weg wird jährlich von der Bergrettung Damüls instand gesetzt, jedoch sind gutes Schuhwerk und Trittsicherheit Mindestanforderungen. Ohne die Auffahrt mit der Damülser Sesselbahn muss eine weitere Stunde für die Tourenplanung berücksichtigt werden. Alternativ kann der Berg vom Norden von der Bergstation Roßstelle (1392 m) der Mellauer Bergbahn in drei Stunden erreicht werden. Hier kann eine Wanderung über den Bergrücken von Mellau nach Damüls mit Nutzung der beiden Bergbahnen realisiert werden.

## Bilder

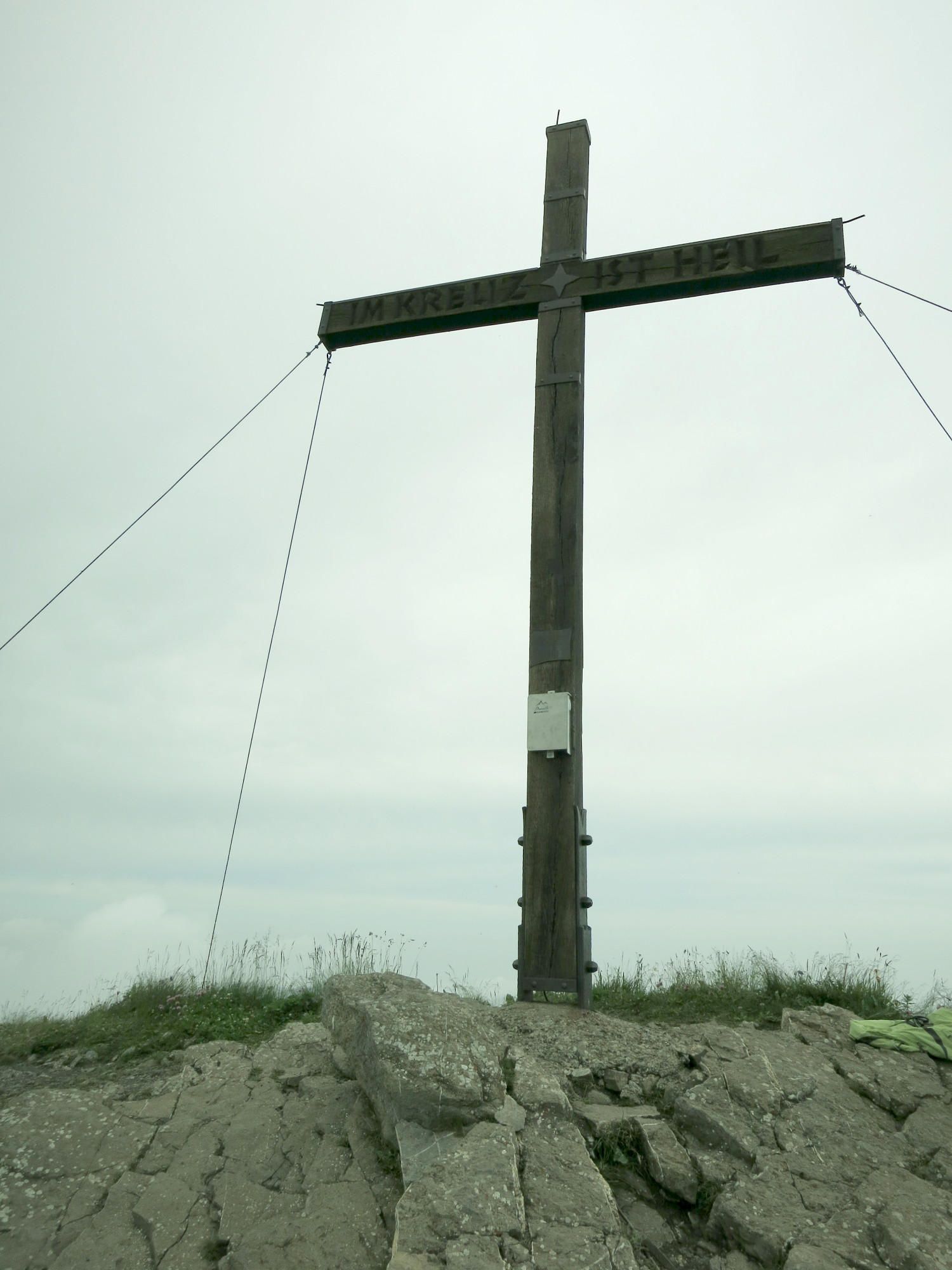
Das Gipfelkreuz der Damülser Mittagsspitze.
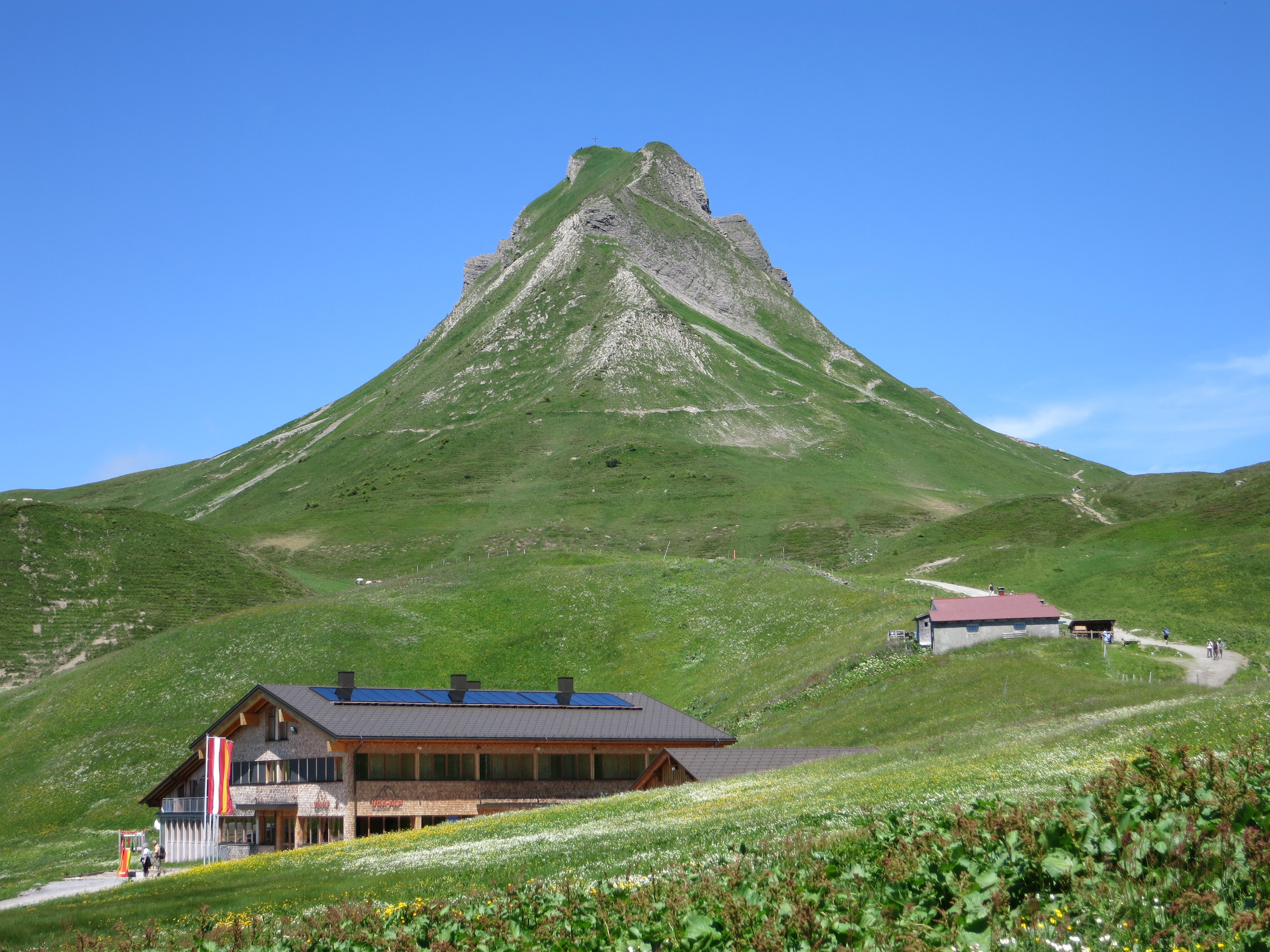
Blick auf die Damülser Mittagsspitze von der Uga-Alpe.
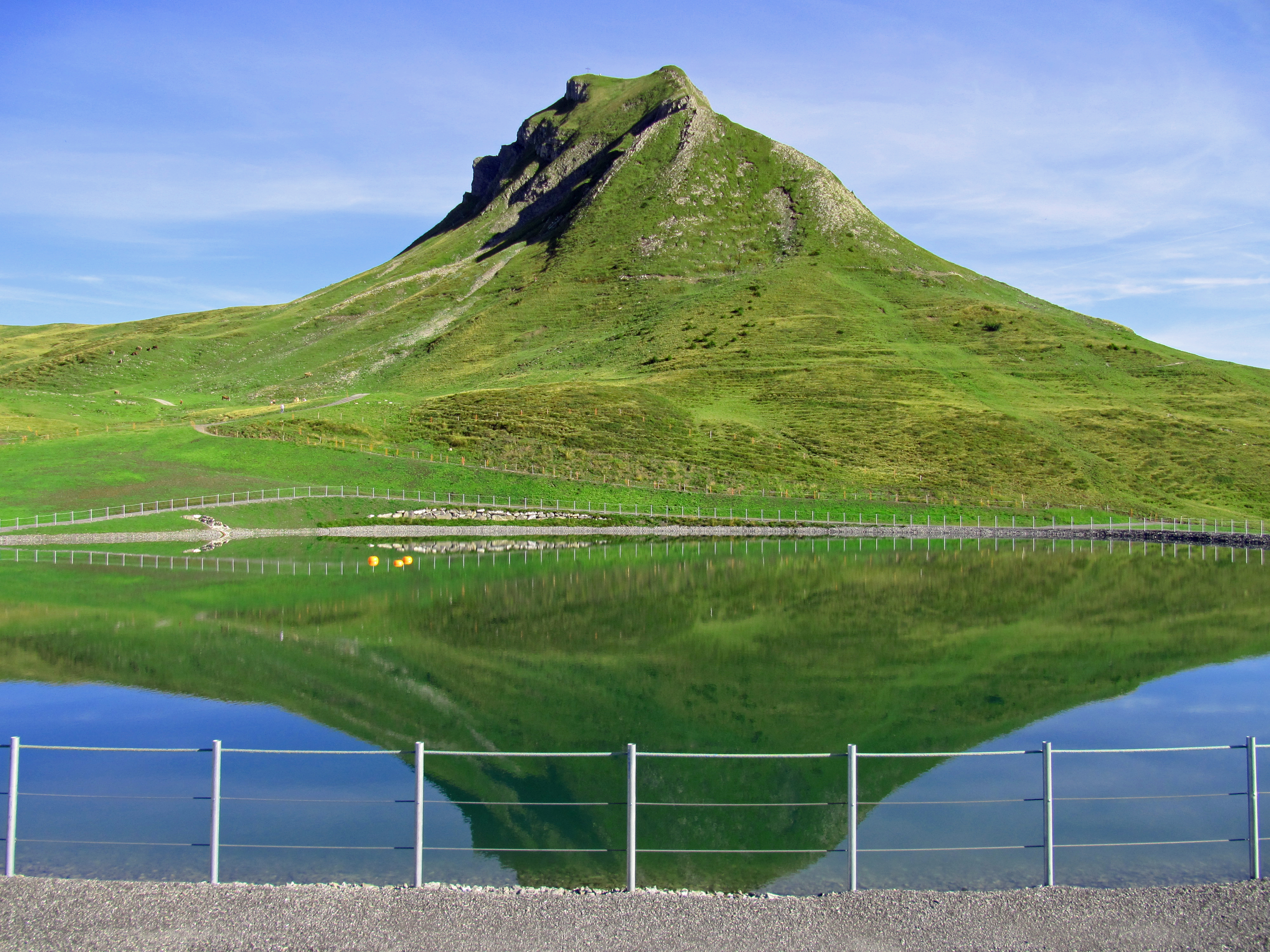
Damülser Mittagsspitze mit Uga-See.
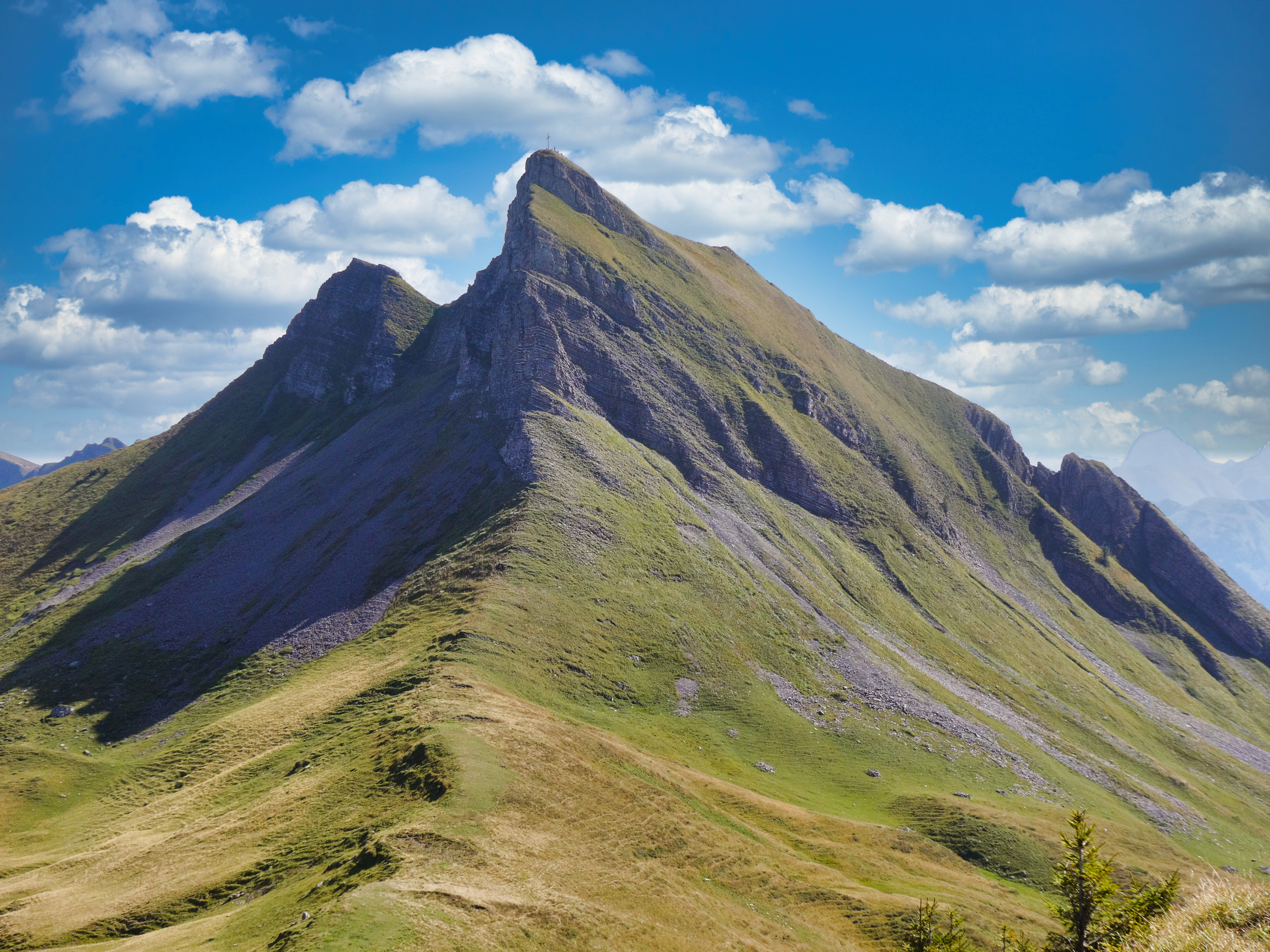
Nördliche Abbruchkante – Blick von der Hohen Licht